# デイヴィッド・レズリー (初代ニューアーク卿)

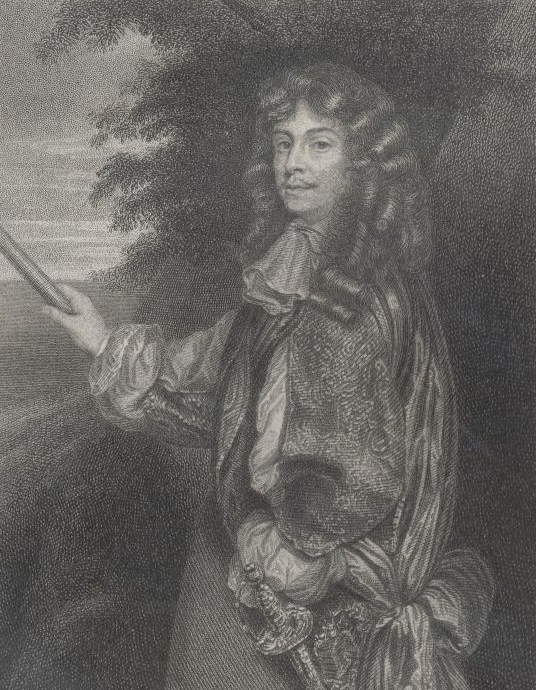
初代ニューアーク卿デイヴィッド・レズリー

初代ニューアーク卿デイヴィッド・レズリー（David Leslie, 1st Lord Newark, 1600年頃 - 1682年）は、清教徒革命（イングランド内戦）期のスコットランドの軍人・貴族。父は初代リンドアズ卿パトリック・レズリー、母はスコットランド王ジェームズ5世の庶子であるオークニー伯ロバート・ステュアートの娘ジェーン。叔父のリーヴェン伯爵アレクサンダー・レズリーに従い軍歴を積み重ね、国民盟約（盟約派）の下でイングランド王党派と戦った。

## 生涯
若い頃は叔父と行動を共にし、スウェーデン軍に入りグスタフ2世アドルフに従い三十年戦争を戦った。第一次イングランド内戦でも叔父に従い、1644年1月から国民盟約と厳粛な同盟と契約を結んだイングランド議会派と共闘、ヨークシャーでファーディナンド・フェアファクスとトーマス・フェアファクス父子と合流し4月にニューカッスル侯ウィリアム・キャヴェンディッシュが籠城するヨークを包囲したが王党派のカンバーランド公ルパートの援軍が接近したため撤退、退却中に攻撃を受けたためマーストン・ムーアの戦いで迎撃した。
戦闘で騎兵隊を指揮して左翼のオリバー・クロムウェル率いる鉄騎隊を援護、クロムウェルがルパート隊の攻撃で負傷すると救援にかけつけ戦線を立て直した。やがてクロムウェルの反撃でルパート隊ら国王軍右翼は敗走し、クロムウェルが残りの部隊も掃討したことで議会軍が勝利した。戦後はスコットランドへ戻りスコットランド内戦に加わり、国民盟約のメンバーだったが王党派に転向し盟約派を脅かすモントローズ侯ジェイムズ・グラハムと戦い、1645年9月13日のフィリップホフの戦いでモントローズ侯の軍を破り亡命に追いやった。
叔父共々反王党派の立場からスコットランドがチャールズ1世と結んだ1647年の和解契約に反対したが、1649年にチャールズ1世が処刑されイングランド共和国が成立すると一転して王党派へ鞍替え、チャールズ2世を支持する一方で1650年4月27日のカービスデイルの戦いで再びモントローズ侯の軍を撃破した（モントローズ侯は戦後捕らえられ5月に処刑）。
第三次イングランド内戦ではスコットランド軍司令官に就任し盟友だったクロムウェルを迎え撃ったが、9月3日のダンバーの戦いでクロムウェル軍の奇襲を受け大敗、スコットランド南部をイングランドに奪われた。翌1651年に挽回を図りチャールズ2世と共にクロムウェルを避けてイングランドを南下したが、クロムウェルに追いつかれ9月3日のウスターの戦いでまたもや大敗、捕らえられロンドン塔へ投獄されてしまった。1660年の王政復古で釈放、翌1661年にチャールズ2世からウスターの戦いでの働きによりニューアーク卿の爵位を授けられた。1682年に死去、息子のデイヴィッド・レズリーが爵位を継承した。

## 子女
1男3女を儲けたが、男子はデイヴィッドだけだった。長女エリザベスは準男爵アーチボルド・ケネディと結婚、次女メアリーは準男爵フランシス・キンロック、準男爵アレクサンダー・オグルヴィと結婚、最初の夫との間に息子フランシス・キンロックを儲けた。三女マーガレットはアーガイル伯アーチボルド・キャンベルの四男ジェームズ・キャンベルと結婚した。